# Occidentalia
Occidentalia là một chi bướm đêm thuộc họ Crambidae.